# Mihai Botez (polityk)
Mihai Botez (ur. 1940, zm. 11 lipca 1995) – rumuński antykomunistyczny działacz, po rewolucji w 1989 ambasador Rumunii w Waszyngtonie.

## Życiorys
Naukowiec, wykładowca na Wydziale Matematyki w Bukareszcie. W latach 1974–1977 był dyrektorem Międzynarodowego Centrum metodologii badań na temat przyszłości i rozwoju. W 1977 stracił stanowisko z powodu wyrażenia sprzeciwu wobec reżimu Nicolae Ceaușescu.
W Bukareszcie znajduje się szkoła nazwana jego imieniem.